# Michal Falťan
Michal Falťan (26. dubna 1916 Hradište – 24. prosince 1960 Bratislava
) byl slovenský a československý politik a poslanec Prozatímního Národního shromáždění, Ústavodárného Národního shromáždění a Národního shromáždění ČSR za Komunistickou stranu Slovenska (respektive za KSČ). V roce 1945 a pak na přelomu 40. a 50. let zastával i post pověřence zemědělství.

## Biografie
Vystudoval Právnickou fakultu Slovenské univerzity v Bratislavě v letech 1936–1940.
Po válce se zapojil do politiky. V únoru 1945 byl v 3. Sboru pověřenců pověřencem zemědělství. V 4. Sboru pověřenců byl zástupcem pověřence Jána Ursínyho. V letech 1946–1948 byl pak generálním tajemníkem Jednotného svazu slovenských rolníků. V této funkci se na podzim 1947 podílel na mocenském nátlaku na slovenskou nekomunistickou politickou scénu a organizoval demonstrace prokomunistických rolníků v některých slovenských městech.
V březnu 1948 se vrátil do Sboru pověřenců, když v 9. Sboru pověřenců působil jako pověřenec zemědělství a pozemkové reformy. Tuto funkci si podržel i v následném 10. Sboru pověřenců až do 20. září 1951. V roce 1950 čelil kritice, když na zasedání ÚV KSS vystoupil Viliam Široký a podrobil kritice některé dosavadní rysy politiky slovenských komunistů. Hlavním terčem kritiky ovšem byl Gustáv Husák.
V letech 1951–1955 byl ředitelem podniku Státní majetky v Galantě. Od roku 1955 pracoval v Ekonomickém ústavu Slovenské akademie věd. Publikoval články a odborné studie.
V roce 1946 je uváděn jako člen Ústředního výboru KSS.
V srpnu 1945 byl delegáty národních výborů zvolen za poslance Slovenské národní rady. Zasedal zde do roku 1946. V letech 1945–1946 byl též poslancem celostátního Prozatímního Národního shromáždění za KSS. Po parlamentních volbách v roce 1946 byl poslancem Ústavodárného NS a znovu v parlamentu usedl po volbách do Národního shromáždění roku 1948. Na postu poslance setrval do roku 1954.